# Stizocera horni
Stizocera horni är en skalbaggsart som beskrevs av Julius Melzer 1923. Stizocera horni ingår i släktet Stizocera och familjen långhorningar. Inga underarter finns listade i Catalogue of Life.